# Luigi Roncaglia
Luigi Roncaglia, född 10 juni 1943 i Roverbella, är en italiensk före detta tävlingscyklist.
Roncaglia blev olympisk silvermedaljör i lagförföljelse vid sommarspelen 1964 i Tokyo.